# Мърша
Мърша (нарича се още леш) е дума, която се използва за описание на разлагаща се трупна маса, предимно на животни и по-рядко на хора. Мършата е важен източник на хранителни вещества за много месоядни и всеядни животни, насекоми, бактерии и гъби. Тя представлява както край на дадена хранителна верига, така и дава началото на нови. Животните, които консумират трупната маса, са известни с наименованието мършояди. Микроорганизмите, които участват в процеса на трупното разлагане, могат да бъдат както аеробни, така и анаеробни, включително и тези, които са били част от естествената микрофлора на живия организъм.
Гниенето (putrefactio) представлява ензимно аеробно или анаеробно разпадане на белтъците под въздействието на гнилостни микроорганизми. То е съпроводено с разпадане на белтъчната молекула до крайни неорганични продукти и отделяне на голямо количество газове, като тези които се образуват в трупа се натрупват в телесни кухини и органи и водят до издуването му. Трупното разлагане е съпроводено и с неприятна миризма, която се дължи на газовете кадаверин и путресцин. То се съпровожда с особено зеленикаво оцветяване на тъканите и се дължи на сулфхемоглобина и сулфметхемоглобина, образувани при редукцията на хемоглобина.
Върху труповете почти винаги мухи снасят своите яйца. Това състояние на трупа се нарича червясване. Излюпените ларви се хранят с тъкан, растат и се развиват до възрастни индивиди. Степента на растеж на ларвите се използва като метод за разкриване на някои факти от престъпления в криминалистиката.
Някои от труповете могат за бъдат потенциално опасни за здравето на хора и животни. Те могат да заразят други организми със заболявания, като антракс, туберкулоза, хранителни токсикоинфекции и други. Известно е например, че при досег на антраксния бацил с кислород той спорулира и може да остане в това състояние около 30 години без да загуби своята патогенност. Места, върху чиято почва са се разлагали трупове на антраксни животни, се наричат антраксни полета. Забранена е пашата на животни на такива места с цел предотвратяване на евентуално заразяване.

## В литературата
Едно от стихотворенията на Шарл Бодлер от сборника му „Цветя на злото“ е озаглавено „Мърша“.
Известно е и експресивното начало на стихотворението на Петко Славейков „Не сме народ“:
Не сме народ, не сме народ, а мърша,

хора, дето нищо не щат да вършат.